# ヘッド・オン・ア・スパイク
「ヘッド・オン・ア・スパイク」(Head On A Spike)はイギリスのロックバンド、ブルートーンズのシングル、もしくはその表題曲。『ザ・ブルートーンズ』からのセカンドシングルとして発売された。
表題曲はロック色の強い楽曲で、ダウンロードのみでリミックスバージョンもリリースされた。またカップリングには、「サレンダード」のアコースティック・バージョンが収録されている。
本作ではPVが制作され、スコット・モリスによってYouTube上に公開された。

## 収録曲
- CD

1. Head On A Spike
2. Untitled #6
3. Surrendered In The Living Room

- Download

1. Head On A Spike (Bluetones vs. Army of Generals remix version)